# Kwarc różowy
Kwarc różowy (różenin) – minerał będący odmianą kwarcu o odcieniu od jasnoróżowego do różowoczerwonego.

## Właściwości
Krystalizuje w układzie trygonalnym. Przeważnie występuje w skupieniach ziarnistych i zbitych (masywnych) oraz anhedralnych. Rzadko spotykany w formie dobrze wykształconych kryształów. Występują odmiany o zabarwieniu bladoróżowym, głębokoróżowym i różowoczerwonym. Jest minerałem kruchym, przezroczystym do przeświecającego. Zabarwienie powoduje obecność śladowych ilości manganu, żelaza lub tytanu.Tytan barwi okazy na bardziej fioletowy kolor, natomiast żelazo na czerwonawo. Wiele okazów wykazuje zjawisko asteryzmu, zazwyczaj w formie sześcioramiennej gwiazdy (kwarc gwiaździsty) dzięki obecności wrostek rutylu, a także zjawisko opalescencji oraz efekt kociego oka. Odmiany ciemniejsze wykazują też nieznaczny dichroizm. Niekiedy zawiera wrostki tlenków manganu, sporadycznie także tlenków żelaza, które tworzą czasem formy o charakterze dendrytów. Czasem wykazuje słabą, fioletową fluorescencję.

## Występowanie
W większości utworów skalnych typowych dla kwarcu: składnik pegmatytów, spotykany w żyłach kwarcowych, geodach a także w formie otoczaków w żwirach, w osadach i aluwiach. Towarzyszą mu najczęściej inne odmiany kwarcu (przede wszystkim dymny), eosforyt, muskowit, albit, mikroklin, fluoryt, clevelandyt i szerlit.

## Miejsce występowania
Brazylia (Araçuaí, Minas Gerais), Afganistan, USA (Maine, Kalifornia, Kolorado, Georgia, Nowy Jork, Dakota Płd), Japonia, Madagaskar, Kazachstan, Indie, Namibia, Kenia, Australia, Kanada, RPA, Mozambik, Sri Lanka, Rosja (Ural, Karelia), Francja, Niemcy, Szwajcaria, Czechy, Irlandia, Finlandia, Hiszpania, Włochy, Austria i Szkocja. Kryształy pochodzą głównie z Brazylii i Madagaskaru, okazy wykazujące asteryzm - Brazylia i USA, a z efektem kociego oka - Brazylia, Indie, Sri Lanka.
W Polsce został stwierdzony w pegmatytach Gór Sowich i na ich przedpolach w okolicach Bielawy, Piławy Górnej i Walimia oraz w żyłach kwarcowych na Izerskich Garbach i w aluwiach na Hali Izerskiej w Górach Izerskich na Dolnym Śląsku.

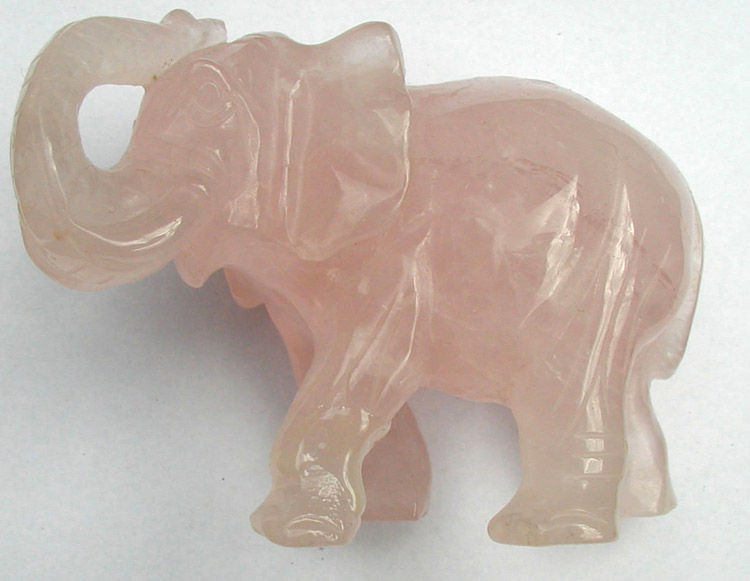
Figurka z kwarcu różowego

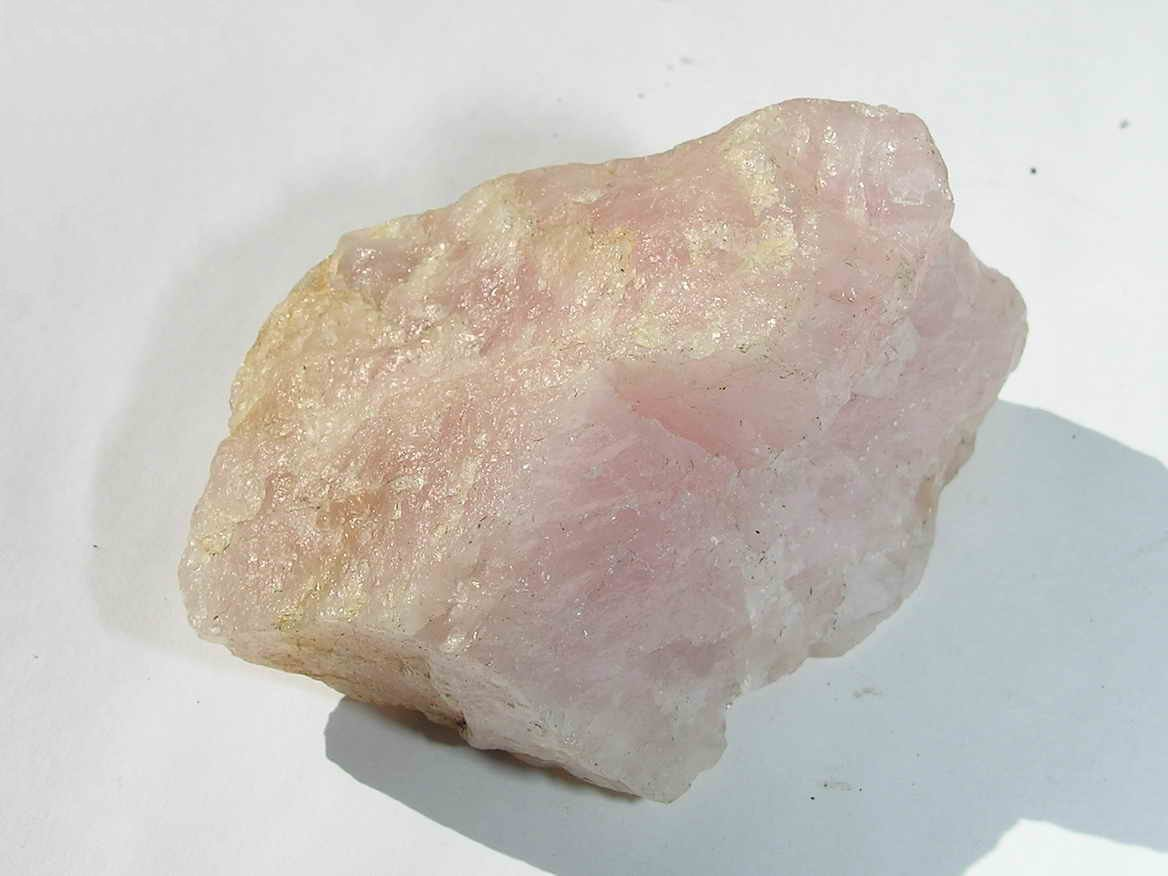
Bryłka kwarcu różowego

## Zastosowanie
Kwarc różowy ma duże znaczenie kolekcjonerskie jako kamień ozdobny. Znalazł zastosowanie w jubilerstwie. Wykonywane z niego są: brosze, wisiorki, naszyjniki. Szczególnie cenione są kamienie opalizujące o głębokiej barwie. Zazwyczaj szlifowany kaboszonowo, kuliście, rzadziej fasetkowo.